# Yeji, Lu'an
Yeji är ett stadsdistrikt i staden Lu'an i provinsen Anhui i östra Kina.
Yeji är indelat i två stadsdelsdistrikt, tre köpingar och en socken.
Stadsdelsdistrikt (jiedao):
- Shihe (史河街道)
- Pinggang (平岗街道)

Köpingar (zhen):
- Hongji (洪集镇)
- Sanyuan (三元镇)
- Yaoli (姚李镇)

Socknar (xiang):
- Sungang (孙岗乡)